# أكيرا توكايري
أكيرا توكايري (باليابانية: 東海林 彬) (مواليد 8 يوليو 1983)، هو لاعب كرة قدم سابق كان يلعب كمهاجم.